# Zrin
Zrin es una localidad de Croacia en el municipio de Dvor, condado de Sisak-Moslavina.

## Geografía
Se encuentra a una altitud de 224 m s. n. m. a 117 km de la capital nacional, Zagreb.

## Demografía
En el censo 2011, la localidad estaba oficialmente deshabitada.